# Medprostorja
Medprostorja je psihološki roman, ki ga je napisala slovenska avtorica Milojka Krez. Knjiga je izšla leta 2004 v Novi Gorici, pri založbi Ma-no.

## Vsebina
Dogajanje je postavljeno na hrvaško obalo in slovensko primorje, na prelomu tisočletja. Skozi roman lahko spremljamo prepletanje resničnosti in nezavednega v življenju treh junakinj, katerih življenja se v določenem trenutku združijo. Medprostorja predstavljajo prostore med različnimi nivoji resničnosti. Prikazana je sinhronost med različnimi svetovi, na različnih ravneh, v katerih delujemo zavedno in nezavedno. V knjigi poleg glavnih protagonistk nastopajo liki, ki ne predstavljajo naše resničnosti, ampak naseljujejo svet, ki ni zaznaven z našimi čuti. Pisateljičino pisanje zajema celoten svet človeških občutij. Poglobi se v medosebne odnose, razmerja med moškim in žensko, ter konflikte, ki pri tem nastajajo.